# Lubow Żylcowa-Łysenko
Lubow Żylcowa-Łysenko, ukr. Любов Жильцова-Лисенко (ur. 20 października 1956) – ukraińska szachistka, mistrzyni międzynarodowa od 1996 roku.

## Kariera szachowa
Jest najbardziej utytułowaną zawodniczką spośród szachistek niewidomych i słabowidzących. Pierwszy tytuł mistrzyni świata zdobyła w 1989 r. w Szczyrku, następnie czterokrotnie broniła tego tytułu w latach 1993, 1997, 2001 i 2005. Tytuł straciła dopiero w 2009 r., zajmując III m. (za Darią Pustowojtową i Anną Stolarczyk) w mistrzostwach rozegranych w Wągrowcu. Była również medalistką otwartych (udziałem kobiet i mężczyzn) mistrzostw świata (brązową – 2006) i Europy (srebrną – 1995 oraz brązową – 1999).
Pomiędzy 1994 a 2008 r. sześciokrotnie wystąpiła w drużynie Międzynarodowego Stowarzyszenia Szachistów Niewidomych na szachowych olimpiadach, za każdym razem na I szachownicy. W swoim dorobku posiada dwa złote medale za wyniki indywidualne, które zdobyła w latach 1994 (wynik 10½ pkt z 13 partii) i 2006 (wynik 9 pkt z 10 partii). Z powodzeniem rywalizowała z mężczyznami, będąc podstawową zawodniczką reprezentacji Ukrainy: w latach 1992–2008 pięciokrotnie uczestniczyła w olimpiadach szachistów niewidomych i słabowidzących, zdobywając wspólnie z drużyną dwa srebrne (1996, 2008) i trzy brązowe (1992, 2000, 2004) medale oraz złoty, za indywidualny wynik na III szachownicy w 2008 roku.
Najwyższy ranking w dotychczasowej karierze osiągnęła 1 września 2009 r., z wynikiem 2296 punktów zajmowała wówczas 14. miejsce wśród ukraińskich szachistek.